# Візіонери
«Візіонери» — американський комедійний фільм 2008 року.

## Сюжет
Джордж Уошингтон Вінстерхеммермен живе звичайним життям. У нього є дружина, дитина, будинок і човен. Кожен день Джордж ходить на роботу в найбільшу і прибуткову корпорацію в історії людства. Хоча він живе абсолютно комфортним життям, Джордж починає нервувати. Люди навколо нього почали буквально вибухати. Побоюючись, що він може бути наступним, Джордж відвідує свого лікаря і дізнається, що його повторювані сни є ознакою вибуху, який насувається.